# Nicolas de La Casinière
Pour l’article homonyme, voir Yves de la Casinière.
Nicolas de La Casinière, né à Versailles le 8 mars 1954, est un écrivain, journaliste, peintre et illustrateur français.

## Biographie
Nicolas de La Casinière est un journaliste correspondant de plusieurs journaux tels que Libération, L'Express, Ouest-France, Bretagne Magazine ou encore au journal satirique La Lettre à Lulu. Il est également rédacteur en chef de la revue en ligne de l'Observatoire géopolitique des criminalités. Il signe également des papiers dans les journaux Le Monde diplomatique, CQFD et sur le média en ligne Reporterre.
Journaliste et enquêteur des faits de société et de la politique, il est licencié en 2005 du journal Ouest-France, après dix-sept années de collaboration, en raison de ses prises de position dans le journal satirique La Lettre à Lulu.
Avec la parution de son dernier ouvrage, Les Prédateurs du Béton, enquête sur la multinationale Vinci, Nicolas de La Casinière analyse l'entreprise multinationale Vinci, à travers les autoroutes, les parkings, le BTP, la distribution d’eau, etc. L’enquêteur décortique les us et coutumes d’un groupe également au cœur du partenariat public privé du projet d’aéroport de Notre-Dame-des-Landes.
Nicolas de La Casinière a illustré de nombreux ouvrages parus aux éditions L'Atalante.